# 다카하시 고레키요

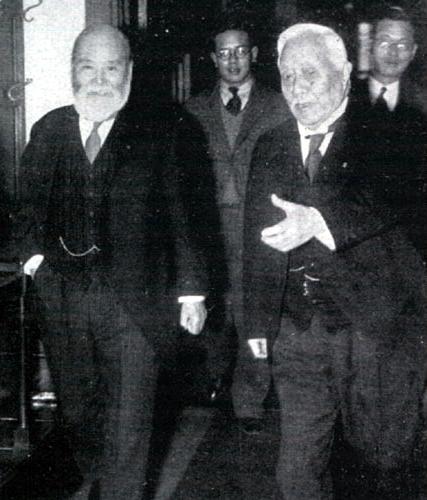
친한 친구 사이였던 다카하시 고레키요(왼쪽)와 사이토 마코토. 이 사진은 1936년 2월 20일에 찍힌 것으로, 6일 후 두 인물은 끔찍한 최후를 맞이한다.

다카하시 고레키요(일본어: 高橋是清, 1854년 9월 19일 ~ 1936년 2월 26일)는 일본 제국의 정치인, 화족이다. 입헌 정우회 총재와 제20대 내각총리대신을 지냈다.

## 생애
1854년 9월 19일 막부 어용 화가(絵師)·가와무라 쇼에몬(川村庄右衛門)의 아들로 태어났으며, 곧 센다이번 아시가루 다카하시 간쿠지(高橋覚治)의 양자로 보내졌다.
요코하마시의 미국인 의사이자 개혁 교회 선교사인 제임스 커티스 헵번의 사숙 헵번숙(지금의 메이지 가쿠인 대학)에서 배웠으며, 1867년 센다이번주 다테 요시쿠니의 명령에 의해 가쓰 가이슈의 장남 고로쿠와 함께 미국으로 유학을 가 어렵게 공부하고 일본으로 돌아왔다. 귀국 후에는 문부성과 농상무성의 관료로 활약했으며, 그 뒤에는 특허국장을 거쳐 1892년 일본은행에 들어가 부총재와 총재 등을 맡았다.
1913년 제1차 야마모토 내각에서 대장대신으로 취임하였고, 이때 입헌정우회에 입당하였다. 또, 정우회 소속의 하라 다카시가 내각을 조성했을 때도 대장대신이 되었고, 하라 총리가 암살된 직후에는 재정 정책의 수완이 평가돼 제20대 내각총리대신에 올랐다. 그러나, 중심인 하라 총리를 잃고 혼란스러워 하는 정우회를 다시 일으키지 못하고, 내각 내의 불통일 결과 내각은 반년 만에 무너졌다.
다카하시 내각이 무너진 이후, 다카하시가 인솔하는 정우회는 호헌 운동을 일으켜 기요우라 내각의 타도에 성공하였다. 새롭게 총리대신에 오른 헌정회 초재 가토 다카아키는 본인 내각의 농상무성에 임명하였다.
그 후에 다카하시는 정우회 총재를 다나카 기이치에게 양보해 일본 정계를 은퇴했지만, 1927년 쇼와 금융 공황의 발생으로 무너진 제1차 와카쓰키 내각을 대신해 내각을 조직한 다나카의 청으로 대장대신에 올랐다. 다카하시는 일본은행 총재와 협력해 지급 유예 조치 을 실시함과 동시에 제반 조치를 취해 쇼와 공황을 극복하였다.
정우회 총재 이누카이 쓰요시가 내각을 조성할 때도 이누카이의 요구로 대장대신에 올라 재정 문제 처리에 뛰어난 실력을 발휘하였다. 또, 5·15 사건으로 이누카이가 암살됐을 때에는 총리대신을 임시 겸임하였다. 계속해서 사이토 내각과 오카다 내각에서도 대장 대신으로 일했다.
그러나 인플레이션을 억제하기 위해 군사 예산을 축소하려고 했던 것이 일본 군부와의 충돌을 불렀고, 2·26 사건 당시 아카사카의 자택 2층에서 청년 장교들에게 암살되었다.

## 가계
- 장남: 다카하시 고레카타(高橋是賢) - 가독 상속 후 자작위 승계
  - 손자: 다카하시 겐이치(高橋賢一)
  - 손자: 다카하시 도요지(高橋豊二)
- 차남: 다카하시 고레요시(高橋是福) - 실업가
  - 손녀: 이토 후쿠코(伊藤福子) - 이토 히로요시(伊藤博精, 이토 히로부미의 양손자)의 부인
    - 증손녀: 센게 후미코(千家文子) - 이토 히로요시 부부의 셋째 딸, 센게 다쓰히코(千家達彦, 이즈모 국조가(出雲国造家))의 부인

## 같이 보기
- 메이로쿠샤
- 미야자와 기이치
- 제이컵 시프
- 에도 도쿄 건물원